# Cheilosia livida
Cheilosia livida är en tvåvingeart som först beskrevs av Wesley C. Wehr 1924.  Cheilosia livida ingår i släktet örtblomflugor, och familjen blomflugor. Inga underarter finns listade i Catalogue of Life.